# Malé Hradisko
Malé Hradisko é uma comuna checa localizada na região de Olomouc, distrito de Prostějov.